# Betta falx
Betta falx es una especie de pez de agua dulce de la familia Osphronemidae. Es originario de la isla de Sumatra en Indonesia.

## Taxonomía
Betta obscura fue descrita por primera vez por el ictiólogo singapurense Heok Hui Tan y el ictiólogo suizo Maurice Kottelat y publicada en Revue suisse de Zoologie 105 (3): 557-568 en 1998.